# Сокрустов, Игорь Анатольевич
И́горь Анато́льевич Со́крустов (р. 9 августа 1964, Обнинск) — российский шахматный арбитр и детский шахматный тренер. Международный арбитр (с 2011), арбитр ФИДЕ (с 2008), исполнительный секретарь Федерации шахмат Обнинска, старший тренер-преподаватель детско-юношеской спортивной школы «Квант» (с 2003), руководитель шахматного центра лицея «Держава» (с 2003).

## Биография
Родился и вырос в Обнинске Калужской области. В 1972—1982 годах учился в обнинской средней школе № 6. В детстве занимался одновременно в двух «конкурирующих» шахматных кружках Обнинска — у Эдуарда Багдасарова (ныне шахматная школа «Эврики») и в Доме пионеров у Вайнберга. Играл в шахматной команде школы № 6 на пятой доске.
После окончания в 1984 году педагогического училища уехал по распределению в город Велиж Смоленской области. В 1991—2003 годах был по совместительству тренером Велижской детско-юношеской спортивной школы. Готовил к соревнованиям шахматную сборную Смоленской области.
В 2003 году вернулся в Обнинск и начал работать старшим тренером-преподавателем детско-юношеской спортивной школы «Квант» и руководителем шахматного центра (подразделение ДЮСШ «Квант») лицея «Держава». Фактически отделение шахмат ДЮСШ «Квант» было впервые в истории этой спортивной школы создано в 2003 году под руководством Сокрустова.
Тренер высшей категории, судья республиканской категории, арбитр ФИДЕ (с 2008), международный арбитр (с 2011).

## Шахматные турниры

### Арбитр
- 2008 — 5-й Международный шахматный фестиваль «Псков 2008» — главный арбитр[11][12][13]
- 2009 — 6-й Международный шахматный фестиваль «Псков 2009» — главный арбитр[14]
- 2010 — Всемирная шахматная олимпиада, Ханты-Мансийск — арбитр[4]
- 2011 — 8-й Международный шахматный фестиваль «Обнинск — первый наукоград России» (этап Кубка России среди мальчиков и девочек до 8-ми лет, до 10-лет, до 12-ти лет и до 14-ти лет), Обнинск[15]
- 2011 — 8-й Международный шахматный фестиваль «Псков 2011» — главный арбитр[16]

### Организатор
- 2004 — по настоящее время — ежегодный Международный шахматный фестиваль «Обнинск — первый наукоград России» (с 2011 года — этап Кубка России среди мальчиков и девочек до 8-ми лет, до 10-лет, до 12-ти лет и до 14-ти лет), Обнинск[15].

## Общественная деятельность
- Исполнительный секретарь Федерации шахмат Обнинска[17]
- Заместитель начальника шахматного отдела Российского спортивного союза молодежи[18]

## Известные ученики
- Анна Голубова (урождённая Афонасьева)[19]